# Municipio de Decorah
El municipio de Decorah (en inglés: Decorah Township) es un municipio ubicado en el condado de Winneshiek en el estado estadounidense de Iowa. En el año 2010 tenía una población de 10040 habitantes y una densidad poblacional de 107,03 personas por km².

## Geografía
El municipio de Decorah se encuentra ubicado en las coordenadas 43°17′56″N 91°46′59″O / 43.29889, -91.78306. Según la Oficina del Censo de los Estados Unidos, el municipio tiene una superficie total de 93.81 km², de la cual 93.74 km² corresponden a tierra firme y (0.07%) 0.06 km² es agua.

## Demografía
Según el censo de 2010, había 10040 personas residiendo en el municipio de Decorah. La densidad de población era de 107,03 hab./km². De los 10040 habitantes, el municipio de Decorah estaba compuesto por el 94.88% blancos, el 1.25% eran afroamericanos, el 0.09% eran amerindios, el 1.99% eran asiáticos, el 0.03% eran isleños del Pacífico, el 0.76% eran de otras razas y el 1.01% pertenecían a dos o más razas. Del total de la población el 2.07% eran hispanos o latinos de cualquier raza.